# قداد صحراوي
قداد صحراوي (الاسم العلمي:Phodopus roborovskii) هو نوع من الحيوانات يتبع جنس قداد حويصلي الساق من فصيلة الفأرية.